# Jambville
Jambville – miejscowość i gmina we Francji, w regionie Île-de-France, w departamencie Yvelines.
Według danych na rok 1990 gminę zamieszkiwało 586 osób, a gęstość zaludnienia wynosiła 122 osób/km² (wśród 1287 gmin regionu Île-de-France Jambville plasuje się na 764. miejscu pod względem liczby ludności, natomiast pod względem powierzchni na miejscu 692.).